# Торе
Торе́ (каз. Төре) — род потомков Чингисхана, составлявших высшее сословие аристократической элиты, правившей в Казахском ханстве. Их также называли «Аксуйек» и «Султан-торе». Только они имели право избираться на должность казахского хана. Первые казахские ханы из рода Торе — Керей-хан и Жанибек-хан.

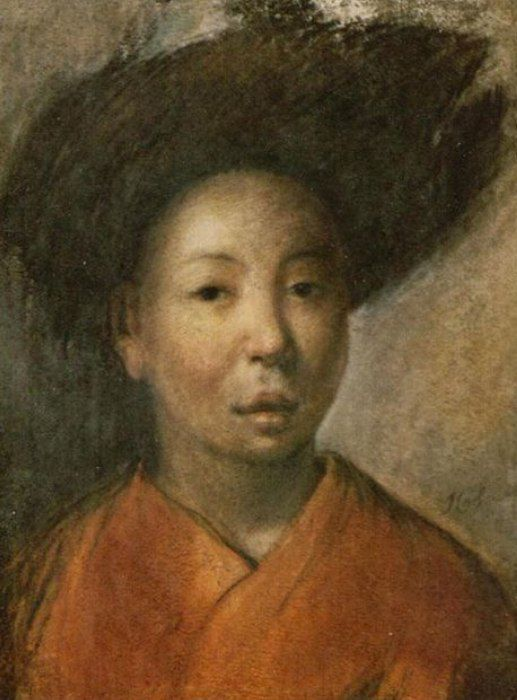
По мнению современных казахстанских историков, рисунок Джона Кэстля, именуемый в Государственном русском музее «Молодой башкир», является прижизненным портретом Ералы-хана

Такой титул они носили только до середины XIX века, пока институт ханской власти не был упразднен российской администрацией.

## Сословие
Подавляющее большинство часть Тукатимуридов и малая часть Шибанидов.
Сословие торе находилось во главе Казахского ханства на протяжении всей его истории и имело по праву потомков Чингисхана ряд привилегий: титул султанов, из которых выбирался хан, владение своим феодальным уделом. Род торе относился к т. н. «ақсүйек» — белой кости, аристократии казахского общества в прошлом.

## ДНК
Большинство, а именно 36 % казахских торе имеют гаплогруппу C2; 25 % — R2a; 18 % — R1a1a*; 7 % — J1*; 4 % — C2b1a2, G1, O2a2b1, Q*, O2a2b1.
Согласно исследованию, проведённому с использованием молекулярной генеалогии Y-хромосомные гаплотипы  представителей клана Лу (Lu) на северо-западе Китая, которые утверждают, что являются потомками шестого сына Чингисхана Тогана, в основном относятся к Y-хромосомной гаплогруппе C2b1a1b1-F1756, широко распространенной в алтайскоязычных популяциях, и тесно связаны с представителями клана Торе из Казахстана, утверждающими, что они являются потомками первого сына Чингисхана Джучи. Самый последний общий предок особого кластера гаплотипов, включающего клан Лу и клан Торе (Tore), жил около 1000 лет назад. Представители кланов Хо (Huo) и То (Tuo), которые, согласно устной традиции, были близкими родственниками мужского пола клана Лу, не имеют общих Y-хромосомных линий с кланом Лу. Таким образом, гаплогруппа C2b1a1b1-F1756 может быть ещё одним кандидатом в истинную Y-хромосомную линию Чингисхана.

## Численность
По неполным данным (в 20 уездах Туркестанской, Семипалатинской, Семиреченской, Сыр-Дарьинской и Тургайской областей) в конце XIX — начале XX века насчитывалось 28 тысяч представителей рода торе.
Численность торе вместе с родом толенгит в начале XX века составляла 53 000 человек.

## Юридический статус

### Наказания за убийство чингизида
Кун (каз. Құн — плата за убийство) за торе был в семь раз выше, чем за простолюдина.

### Наследственное право на власть вне этнического характера
Чингизиды обладали правом наследования ханского титула вне зависимости от их экономического положения или нравственных, умственных, физических качеств. Это право воспринималось как врождённое и неотъемлемое — принадлежность к роду Чингисхана сама по себе считалась достаточным основанием для притязаний на ханский титул. Вне зависимости от династии, к которой принадлежал конкретный Чингизид, он сохранял возможность претендовать на ханский титул в любом месте, где ещё сохранялись традиции Монгольской империи.
Поэтому чингизиды казахских улусов оказывались то в роли падишаха кыргызов и каракалпаков, то в роли подставных ханов Хивы и Бухары. Российский историк Т. И. Султанов и казахстанский историк Б. Е. Кумеков отмечают:

Важно отметить при этом, что султаны сами не были ни казахами, ни узбеками, не относили себя ни к одному из тюрко-монгольских племен, не разделялись на колена. Они были по происхождению Чингизидами, то есть потомками Чингиз-хана по мужской линии с установленными наследственными правами на правление. Политическая по своему содержанию и характеру власть Чингизидов, основанная лишь на генеалогическом праве, не имела национального значения.

## Семейное древо
Древо включает наиболее известных персоналий из рода торе.
0. Тэмуджин (Чингисхан)
- 1. Джучи
  - 2. Тука-Тимур
    - 3. Уранг-Тимур (Урунгташ)
      - 4. Ачик
        - 5. Бакубука (Бактук)
          - 6. Тимур-Ходжа
            - 7. Бадик (Бадык, Бадак)
              - 8. Урус-хан[13] — хан Золотой Орды (1372—1374, 1375)
                - 9. Токтакия — хан Белой Орды (1376—1377)
                  - 10. Болат
                    - 11. Керей — первый казахский хан (1465—1474), один из основателей Казахского ханства
                      - 12. Бурундук — казахский хан (1474/1480—1511)
                        - 13. Шайхим
                        - 13. Санджар-Бахти
                        - 13. Джахан-Бахти
                        - 13. Кемсин султан

                - 9. Койричак
                  - 10. Барак — хан Золотой Орды (1423—1426, 1427—1428)
                    - 11. Жанибек — казахский хан (1474—1480), один из основателей Казахского ханства
                      - 12. Иренджи — правитель Саурана в 1470-е годы
                      - 12. Махмуд — правитель Сузака (?—1476)
                      - 12. Касым — казахский хан (1511—1521)
                        - 13. Мамаш — казахский хан (1521—1523)
                        - 13. Хак-Назар — казахский хан (1538—1580)
                          - 14. Динмухаммед (Тыным) — правитель Ташкента (1600—1603)
                          - 14. Мангутай султан
                          - 14. Бозгыл султан
                          - 14. Ахмед Гирей

                        - 13. Абулхаир
                        - 13. Жалым
                          - 14.Турсун — хан Старшего жуза (1613—1627)
                            - 15. Шах Саид-хан
                            - 15. Баки султан
                            - 15. Мухамедияр

                      - 12. Адик
                        - 13. Тахир — казахский хан (1523—1533)
                          - 14. Суламиш ханзаде

                        - 13. Буйдаш — казахский хан в Семиречье во время междоусобной войны (1533—1538)
                        - 13. Бауш — казахский хан в Семиречье во время междоусобной войны (1533—1537)
                        - 13. Кожаш
                        - 13. Абулкасим

                      - 12. Джаниш
                        - 13. Ахмет

                      - 12. Таниш
                      - 12. Узек
                        - 13. Болат — умер в 1519 г., в походе Касым хана на Ногайцев
                        - 13. Болекей
                          - 14. Батыр
                            - 15. Айшуак
                              - 16. Ириш
                                - 17. Кажи-султан
                                  - 18. Тохтамыш
                                    - 19. Шемай
                                    - 19. Мамай (Сары Айгыр)
                                    - 19. Кылышкара

                                  - 18. Булкайыр 
                                    - 19. Дусалы-султан — двоюродный брат правителя Младшего жуза Нуралы-хана, глава казахских племен у рек Хобда и Илек. Во время восстания Пугачёва.

                                  - 18. Абулхаир — хан Младшего жуза (1718—1748)
                                    - 19. Нуралы — хан Хивинского ханства (1741—1742), хан Младшего жуза от Российской Империи (1748—1786)
                                      - 20. Орман
                                        - 21. Кусепгали — казахский султан Младшего жуза.

                                      - 20. Есим — хан Младшего жуза от Российской Империи (1796—1797)
                                      - 20. Букей — хан Букеевской Орды (1812—1815)
                                        - 21. Тауке
                                          - 22. Нурмухамед
                                            - 23. Букейханов, Габдулхаким Нурмухамедович — казахский государственный и общественный деятель, потомок хана Бокея.
                                            - 23. Бокейханов, Махамбет Нурмухамедулы (1890—1937) — кюйши-композитор.

                                        - 21. Адил Букеев — Председатель совета по управлению Букеевской Ордой (1845—1854)
                                          - 22. Мырзагерей
                                            - 23. Бокейханов, Науша Мырзагерейулы (1870—1944) — казахский домбрист, кюйши.

                                        - 21. Жангир-Керей-хан — хан Букеевской Орды (1815/1823—1845)
                                          - 22. Султан Ахмет-Керей Джангерович Букеев (1834—1914)
                                          - 22. Ибраги‌м Джанге‌рович Буке‌ев (1833—1865)
                                          - 22. Сахиб-Керей — последний хан Букеевской Орды (1845—1849)
                                          - 22. Губайдулла Чингисхан (1840—1909) — военачальник, генерал от кавалерии

                                        - 21. Мендикерей Бокейханов (1808—1868)

                                      - 20. Шигай — регент Букеевской Орды (1815—1823)
                                        - 21. Даулеткерей (1820—1887) — композитор-кюйши.

                                      - 20. Каратай — хан Младшего жуза (1806—1816)
                                        - 21. Бисали Каратаев
                                          - 22. ?
                                            - 23. Давлетжан Каратаев
                                              - 24. Каратаев, Бахытжан Бисалиевич

                                        - 21. Мералы
                                          - 22. Мухит Мералыулы
                                            - 23. Шоң (Мұхаметжан)
                                              - 24. Мухитов, Лукпан Мухамеджанулы

                                    - 19. Ералы — хан Младшего жуза от Российской Империи (1791—1794)
                                      - 20. Болекей — хан Хивинского ханства (1770)

                                    - 19. Айшуак — хан Младшего жуза от Российской Империи (1797—1805)
                                      - 20. Сыгалы (Сюгалий) султан
                                        - 21. Асфендиар (Исфиндиар) султан
                                          - 22. Сейтжапар (Выпускники Военно-медицинской академии).
                                            - 23. Асфендиаров, Санджар Джафарович — военный врач, государственный деятель (нарком здравоохранения, нарком земледелия Туркестанской АССР, нарком здравоохранения Казахской АССР), учёный; профессор.

                                      - 20. Жанторе — хан Младшего жуза от Российской Империи (1805—1809)
                                        - 20. Жантурин, Арыстан — казахский султан Младшего жуза.

                                      - 20. Шергазы — последний хан Младшего жуза от Российской Империи (1812—1824)
                                      - 20. Айшуаков, Баймухамед — правитель рода жетыру (1815 —?)
                                        - 21. Баймухамедов, Мухамеджан — старший султан средней части Младшего жуза (1855—1869)

                      - 12. Жадик-султан
                        - 13. Тугум — казахский хан во время междоусобной войны (1533—1537)
                        - 13. Шигай — казахский хан (1580—1582)
                          - 14. Сеиткул
                            - 15. Кудайназар

                          - 14. Али султан (Жанали?)
                          - 14. Сулум султан
                          - 14. Ибрагим султан
                          - 14. Шах-Мухаммед
                          - 14. Абу Саид султан
                          - 14. Ондан
                            - 15. Ураз-Мухаммед — касимовский хан (1600—1610)
                            - 15. Абулай-султан — правитель Ташкента (1628)
                            - 15. Кайнар Кошек
                              - 16. Бокей
                                - 17. Кудайменде
                                  - 18. Турсун султан I — правитель Ташкента (1712—1717)
                                    - 19. Барак
                                      - 20. Даир
                                      - 20. Бокей — хан части Среднего жуза (1815—1817)
                                        - 21. Шингис — хан части Среднего жуза (1819—1822)
                                        - 21. Батыр
                                          - 22. Мырзатай
                                            - 23. Нурмухаммед
                                              - 24. Алихан Нурмухамедович Букейханов — Председатель правительства Алаш-Орды (1917—1920)

                                        - 21. Султангазы Букейханов (1779—1856)
                                          - 22. Ханкожа
                                            - 23. Султангазин Дин-Мухамед — журналист, переводчик

                                        - 21. Тауке
                                          - 22. Кусбек Таукин — старший султан Каркаралинского внешнего округа (1843—1849)

                                      - 20. Ханходжа — правитель Туркестана (1783—1799)
                                      - 20. Шигай — правитель в Фергане (1748—1750)
                                      - 20. Нуралы хан II — хан Хивы (1767—1769)

                                    - 19. Кошек-султан
                                      - 20. Сынкай
                                        - 21. Карабас
                                          - 20. Токай — правитель Туркестана (?—1826)
                                          - 22. Аликен

                          - 14. Тауекель — казахский хан (1582—1598)
                            - 15. Хусейн ханзада
                            - 15. Мурат ханзада
                            - 15. Сайжал ханзада
                            - 15. Батыр хан - правитель "Топинского ханства"

                          - 14. Есим — казахский хан (1598—1628)
                            - 15. Жанибек — казахский хан (1628—1643)
                              - 16. Батыр хан? — казахский хан (1652—1680)

                            - 15. Жангир — казахский хан (1643—1652)
                              - 16. Тауке — казахский хан (1680—1715)
                                - 17. Болат — казахский хан (1718—1729), обладавший ограниченной властью после распада Казахского ханства на три жуза
                                  - 18. Абилмамбет — хан Среднего жуза (1734—1771)
                                    - 19. Абилпеиз — султан восточной части Среднего жуза (1771—1783)
                                      - 20. Когедай Абилпейзулы — казахский султан, правитель рода Абак-керей Среднего жуза
                                      - 20. Жолшы султан
                                      - 20. Бопы султан
                                        - 21. Солтыбай султан
                                          - 22. Барак Солтыбайулы — казахский султан Аягозского округа.

                                    - 19. Болат султан — правитель Туркестана (1771—?)
                                    - 19. Тауке султан (Худайдад) — правитель Туркестана (1784—1798)

                                - 17. Турсын султан
                                  - 18. Иманкул султан
                                    - 19. Борихан
                                      - 20. Бабахан
                                      - 20. Сырдак
                                      - 20. Абилхайыр
                                      - 20. Абылай
                                        - 21. Чурегей султан (султан канглы и шаншклы в 1785)

                                      - 20. Апиш

                                    - 19. Батырхан

                                - 17. Самеке — хан Среднего жуза (1719—1734)
                                  - 18. Сеит султан — правитель Туркестана и Присырдарьинских городов (1734—1745)
                                  - 18. Есим султан — правитель Туркестана и Присырдарьинских городов (1758—1798)
                                    - 19. Кудайменде
                                      - 20. Конуркульджа Кудаймендин — старший султан Акмолинского внешнего округа (1832—1842, 1845—1849)
                                        - 21. Аблай (Абышеке) Коныркульжин
                                          - 22. Жакыш Аблаев
                                            - 23. Газиз Джакишев
                                              - 24. Еркын Джакишев
                                                - 25. Джакишев, Мухтар Еркынович — казахстанский бизнесмен и бывший глава Казатомпром.

                              - 16. Уали
                                - 17. Абылай хан Каншер
                                  - 18. Коркем Вали
                                    - 19. Абылай — хан Казахского ханства (1771—1781)
                                      - 20. Вали — хан Среднего жуза (1781—1819)
                                        - 21. Губайдулла — последний хан Среднего жуза (1821—1824)
                                          - 22. Булат
                                            - 23. Гази Булатович Валиханов — генерал-майор Российской императорской армии

                                        - 21. Чингиз Уалиевич Валиханов
                                          - 22. Чокан Чингисович Валиханов — казахский учёный, историк, этнограф, фольклорист, путешественник, просветитель и востоковед
                                          - 22. Макы
                                            - 23. Ыдырыс
                                              - 24. Шот-Аман Валиханов — советский и казахстанский скульптор, архитектор

                                      - 20. Касым султан
                                        - 21. Саржан Касымулы — казахский султан, чингизид, руководитель национально-освободительного восстания.
                                        - 21. Кенесары Касымов — последний хан Казахского ханства (1841—1847)
                                          - 22. Сыздык (1837—1910)
                                          - 22. Ахмет
                                            - 23. Азимхан Ахметович Кенесарин (1878—1937) — политик, член партии партии Алаш
                                              - 24. Натай Азимханулы Кенесарин (1908—1975) — ученый-геолог

                                      - 20. Суюк Абылайханов — казахский старший султан рода жалайыр и частью рода шапырашты Старшего жуза.
                                      - 20. Адиль-торе (султан) — казахский султан, правитель части уйсунов и других родов Старшего жуза.
                                        - 21. Абылай (Кулан)
                                        - 21. Нурали
                                          - 22. Тезек-султан — старшим султаном албан-суановских (албан-суан) волостей.

                                      - 20. Тауке
                                        - 21. Жанбөбек
                                          - 22. Беген
                                            - 23. Бекмахан
                                              - 24. Бекмаханов, Ермухан Бекмаханович (1915—1966) — казахский советский историк, доктор исторических наук (1948), профессор (1949), член-корреспондент АН Казахской ССР (1962).

                                  - 18. Есим султан — правитель Яркенда (1693—?)
                                    - 19. Бабак султан
                                    - 19. Даулеткерей
                                    - 19. Жолбарыс султан
                                      - 20. Карамойын
                                      - 20. Есен баба

                                  - 18. Джахангир — правитель Ташкента (1717—?)
                                    - 19. Султанмамет
                                      - 20. Урус султан
                                      - 20. Тортан
                                        - 21. Касым
                                          - 22. Шынгыс
                                            - 23. Канапья
                                              - 24. Мусахан (1918—1962)
                                                - 25. Канапьянов, Бахытжан Мусаханович (род. 1951) — казахский поэт, переводчик, сценарист, кинорежиссёр.
                                                - 25. Канапьянов, Ерулан Мусаханович (род.1958) — композитор, меценат, известный общественный деятель Республики Казахстан.
                                                - 25. Канапьянов, Сержан Мусаханович (1949—2003) — Министр — исполнительный директор Госкомитета по инвестициям в Правительстве А.Кажегельдина.

                            - 15. Сартак
                              - 16. Кусрау-султан
                                - 17. Кайып — казахский хан (1715—1718)
                                  - 18. Батыр — казахский султан, хан племени алимулы Младшего жуза (1748—1771)
                                    - 19. Гаип — казахский султан, хан Хивинского ханства (1747—1757)
                                      - 20. Джахангир
                                        - 21. Жанторе — хан Среднего жуза (1817—1822)
                                          - 22. Ахмет Жанторин
                                            - 23. Сеидхан
                                              - 24. Салимгирей Джантюрин — депутат Государственной думы I созыва (1864—1920/1926)
                                                - 25. Джантюрин, Джангир Салимгиреевич

                                      - 20. Абилгазы Каипулы — казахский султан, хан Хивинского ханства (1767—1768), хан родов алимулы (1794—1815)
                                        - 21. Арынгазы — хан Младшего жуза (1816—1821)
                                        - 21. Мухаммед Зарлык-торе — правитель Каракалпаков (1855-1856)

                                    - 19. Абдаллах Карабай — казахский султан, хан Хивинского ханства (1757)
                                    - 19. Байбори султан — правитель Каракалпаков (?-1762)

                          - 14. Аман-Булан
                            - 15. Батыр
                              - 16. Турсун султан II — правитель Ташкента (1717—1720)
                                - 17. Карт Абулхайыр — хан Старшего жуза (1718—1730)
                                - 17. Жолбарыс[14] — хан Старшего жуза (1730—1739)
                                  - 18. Рустем хан
                                    - 19. Есмандыр хан
                                      - 20. Мамут хан
                                        - 21. Ханбаба хан

                                  - 18. Абилпейз — султан части Старшего жуза
                                    - 19. Аспандияр — так же известный как «Тентек торе», возглавил восстание в Южном Казахстане против Кокандской власти в 1821 году
                                      - 20. Рустем султан — соратник Кенесары хана в восстании 1845-57 годах, позже предавший восстание
                                        - 21. Абылай
                                        - 22. Нуралы